# Erica Hänssler

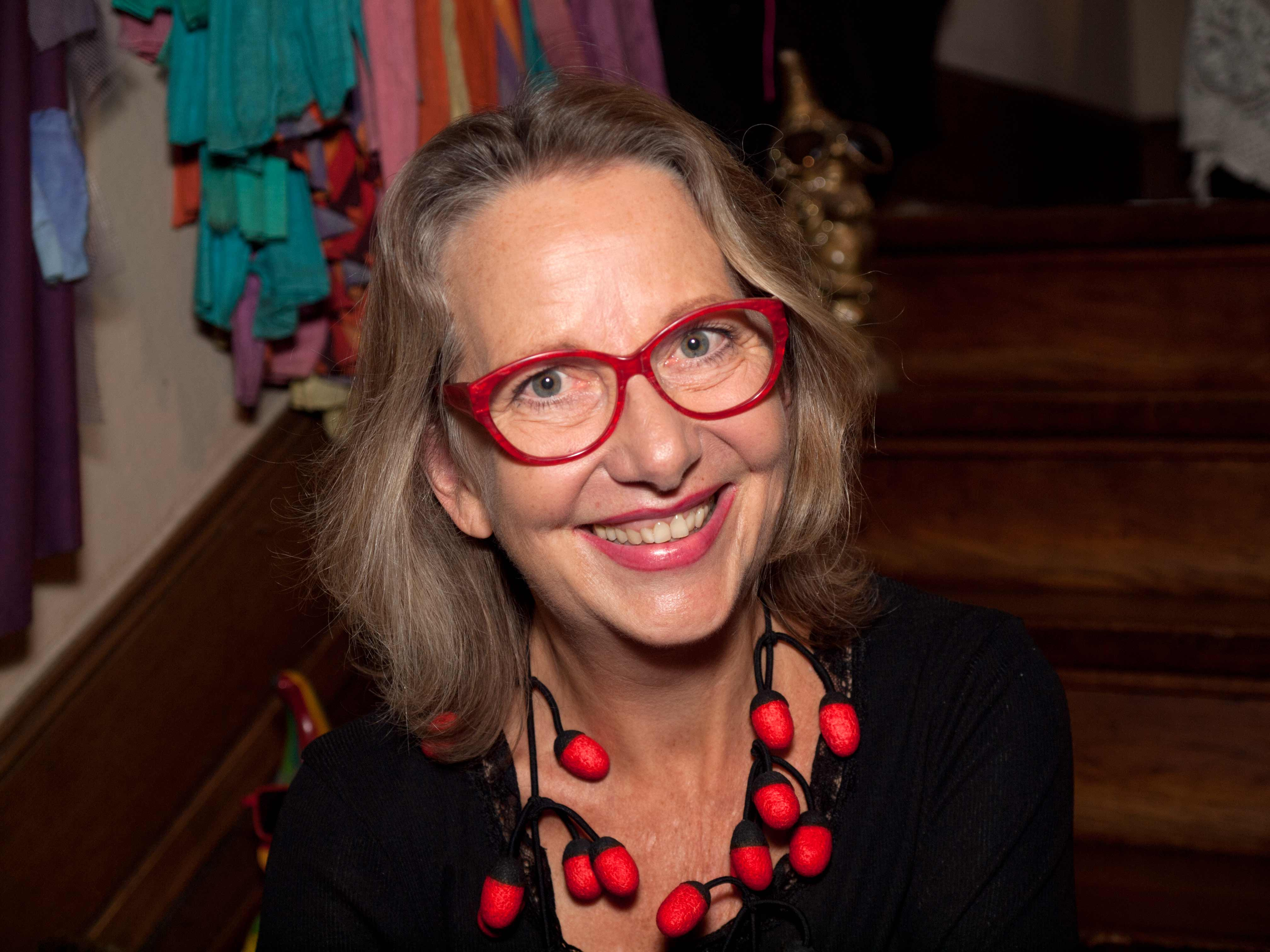
Erica Hänssler (2013)

Erica Hänssler (* 7. November 1947 in Zürich; † 1. Januar 2016 ebenda) war eine Schweizer Schauspielerin, Theaterautorin und Theaterleiterin.

## Leben
Erica Hänssler besuchte die Schule zuerst in Zürich, anschliessend in Vevey. Bei Nestlé in Vevey begann sie eine Grafikerlehre. Eine Weile studierte sie Germanistik in Wien und liess sich später als Flugbegleiterin von Swissair anstellen. 1973 kam sie an Zbigniew Stoks Kammertheater in Zürich. Drei Jahre dauerte die Schauspielausbildung bei Elisabeth Barth und Zbigniew Stok, welche sie mit dem Diplom der Kammerschauspielerin in Karlsruhe abschloss.
Neben der Arbeit als Schauspielerin in den Produktionen des Theaters Stok engagierte sich Erica Hänssler auch immer mehr in der Leitung des Theaters Stok, welches sie bis zum Tod von Zbigniew Stok im Jahr 1990 mit ihm zusammen führte. Danach übernahm sie zuerst allein und ab 1992 zusammen mit Peter Doppelfeld weitere Verantwortung für das Theater.
Das Theater Stok konnte sich zu dieser Zeit keine Ensemble-Inszenierungen leisten, darum begann Erica Hänssler literarische Gesamtwerke in Soloprojekte umzuarbeiten. Nach den nicht für die Bühne geschriebenen Texten entstanden, seit Beginn der 90er Jahre, jährlich neue Eigenproduktionen, wie «Blaue Stunde» nach Else Lasker-Schüler oder «Märchen vom letzten Gedanken» nach Edgar Hilsenrath.
Immer mehr begann für sie Theater Total Gestalt anzunehmen:

«… ein laufender Prozess des Schaffens, Findens und Fragens, bei dem von der Anfangsidee bis zur Bühnenfassung, also Text, Dramaturgie, Bühnenbild, Masken, Musik, Kostüm und Plakat alles von Erica Hänssler selbst gestaltet wurde. Die Produktionen waren Schöpfungen eigener Art: Gedanken, Empfindungen, Ideen, Emotionen, sie reiften in ihrer gesamten, umfassenden Persönlichkeit, bis sie schliesslich als gesammelte, bewusst gestaute Energien zum Aus-Druck auf der Bühne gereift waren.»

In diesem Sinn lebte und arbeitete sie, zusammen mit Peter Doppelfeld, im Theater Stok, aber auch in ihrem Zuhause, am Sihlquai 252, wo der Theaterfundus den Grundstock zum Theatermuseum legte. Die privaten Räume sind Museum, Atelier und Lebensraum in einem, und nach jeder Produktion fanden neue originale Kostüme, Masken, Plakate und vieles mehr Eingang in die Sammlung.
Erica Hänssler erlag am 1. Januar 2016 ihrem Krebsleiden.

## Werke und Bearbeitungen
Erica Hänssler war Autorin von eigenen Theaterstücken und war für die Bühnenbearbeitung von zahlreichen anderen Autoren verantwortlich.
Auswahl
- 1984: «Hui und Pfui»
- 1986: «Die Rättin»
- 1987: «Ringelnatz-Tingelplatz»
- 1988: «An und Pfirsich»
- 1989: «Vertikal», «Sexquisit»
- 1989: «Ansichten eines Clowns», Fernsehspiel nach dem gleichnamigen Roman von Heinrich Böll
- 1991: «Nicht lange gefackelt»
- 1993: «Das Märchen vom letzten Gedanken»
- 1999: «Maaday Kara»
- 2000: «Neues vom Olymp»
- 2002: «Wir feiern die dentale Zahl»
- 2003: «Im Reich des schwimmenden Kaisers», «Schubkarre und Sternschnuppe»
- 2004: «Das Sonderbare und Wunderbare»
- 2005: «Der Seiltänzer»
- 2006: «Hotel Eden»
- 2007: «Theatertagebuch»
- 2008: «Die unendliche Fahrt»
- 2012: «Monkey»